# Henri Martin (Historiker)

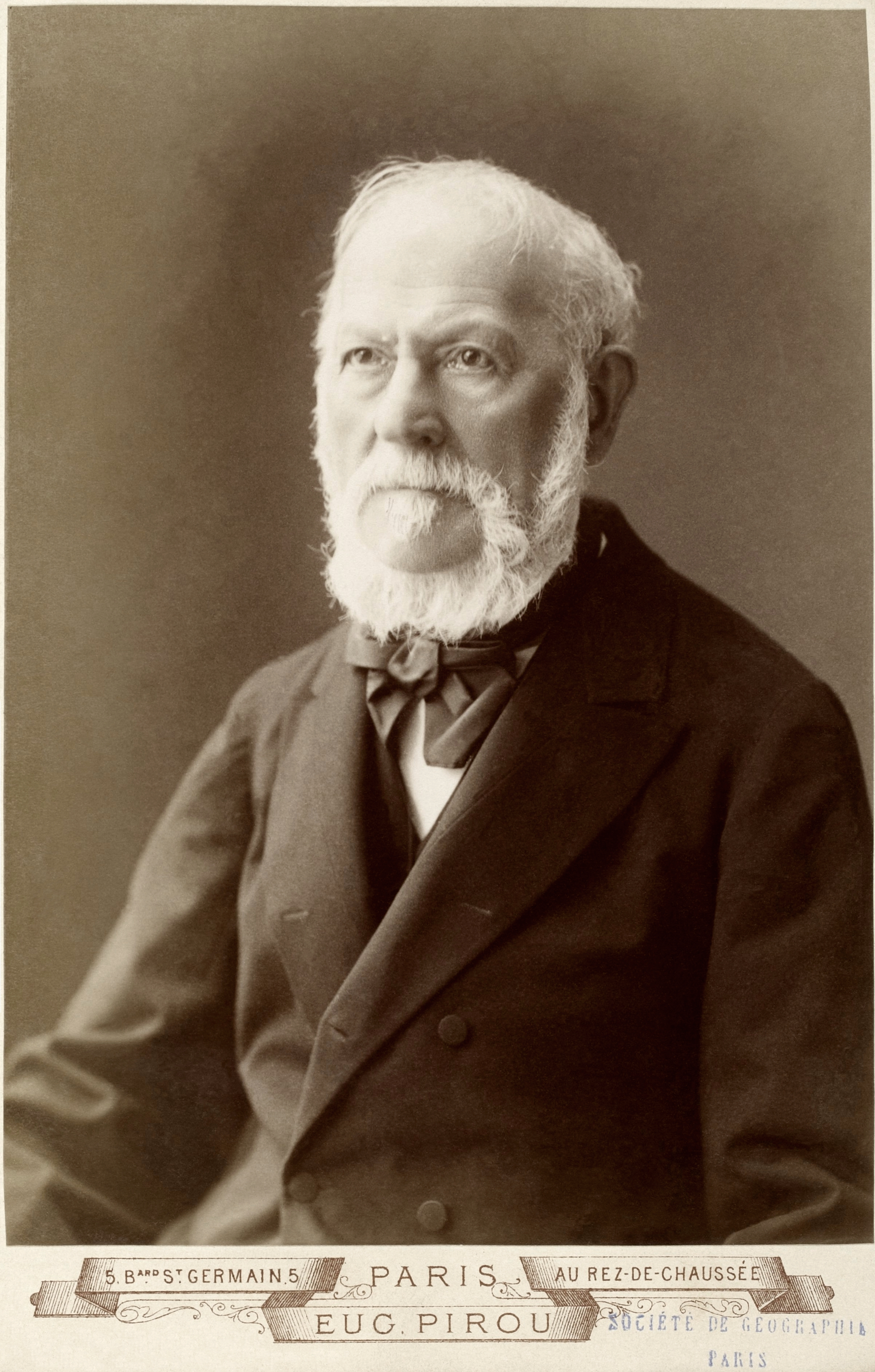
Henri Martin

Henri Martin (* 20. Februar 1810 in Saint-Quentin, Frankreich; † 14. Dezember 1883 in Paris) war ein französischer Historiker und Politiker.

## Leben
Martin verfasste eine Geschichte Frankreichs, für die er im Jahr 1844 den großen Preis der Académie française verliehen bekam. Im Jahr 1870 wurde er zum Bürgermeister des 16. Bezirks von Paris gewählt. Von 1871 bis 1876 war er Mitglied der Nationalversammlung und von 1876 bis 1883 Senator. 1878 wurde er als Nachfolger des verstorbenen Adolphe Thiers von der Académie française als Mitglied aufgenommen (Sitz Nr. 38).
Henri Martin war ein Freimaurer; zusammen mit Édouard René Lefebvre de Laboulaye, den Enkeln des Marquis de Lafayette und Frédéric-Auguste Bartholdi, einem jungen Künstler aus dem Elsass, war er maßgeblich an der Finanzierung der Freiheitsstatue, einem Geschenk an die USA beteiligt, deren Einweihung er nicht mehr miterlebte.
Nach Henri Martin wurde eine Moosrosen-Hybride, der Asteroid (981) Martina sowie die Avenue Henri-Martin im 16. Bezirk von Paris benannt. Ab 1855 war er korrespondierendes Mitglied der Preußischen Akademie der Wissenschaften.